# Herb obwodu uljanowskiego

Herb obwodu uljanowskiego.

Herb obwodu uljanowskiego (ros: Герб Ульяновской области) – jest oficjalnym symbolem obwodu uljanowskiego, przyjętym w obecnej formie 3 marca 2004 roku przez obwodowe zgromadzenie prawodawcze.

## Opis i symbolika

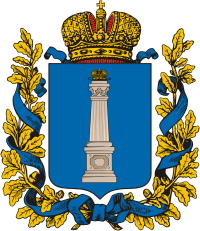
Herb guberni symbirskiej.

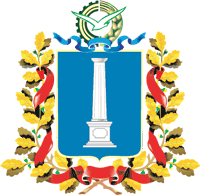
Herb obwodu uljanowskiego z lat 1996-2004.

Herb obwodu uljanowskiego nawiązuje bezpośrednio do herbu Uljanowska (dawnego Symbirska). Jest to francuska tarcza herbowa koloru błękitnego. Wpisana jest w nią srebrna kolumna z koroną na szczycie. Także tarcza herbowa jest ukoronowana. Po każdej ze stron tarczy trzymacze heraldyczne, w postaci dwóch wspiętych złotych lwów, z wyciągniętymi językami. Lewy (heraldyczny, z perspektywy widza jest to prawy) w szponach dzierży miecz. Prawy trzyma w ręku kłos zboża. Pod nimi liście dębu przeplatane wstęgą w barwach flagi rosyjskiej. Pośrodku biała mewa na tle flagi obwodu uljanowskiego i koła zębatego.
Herb miasta Uljanowska znajdujący się w herbie obwodu różni się od obecnie używanego. Jest to wzór obowiązujący od 1997 r., który w 2004 r. został zmieniony przez Uljanowską Radę Miasta. Różnice są jednak dość niewielkie. Inne jest przedstawienie korony na szczycie kolumny (w tym przypadku jest to Wielka Korona Imperialna Rosji) oraz kilku drobnych detali związanych ze wstęgą oraz podstawą kolumny. Koło zębate oraz kłos zboża trzymany przez jednego ze lwów są odwołaniem do dwóch głównych sektorów gospodarki obwodu uljanowskiego – szeroko pojętego przemysłu i inżynierii oraz rolnictwa. Mewa jest nawiązaniem do tradycji obwodu związanych z rzeką Wołgą i rolą jakie pełni ona, nie tylko w gospodarce, ale także w kulturze lokalnej. Dwa lwy to odwołanie do pierwszego herbu Symbirska. Przedstawiał on lwa, trzymającego w swych szponach miecz. Miał to być symbol męstwa i waleczności mieszkańców tego regionu oraz gotowość do jego obrony. Według innych, lokalnych, badaczy mógł on też być nawiązaniem do kontaktów handlowych z Iranem.

3 marca 2004 - 26 grudnia 2013

## Historia
W czasach Imperium Rosyjskiego gubernia symbirska używała herbu miasta Symbirsk. Za koronę herbową służyła Wielka Korona Imperialna Rosji. Wokół herbu znajdowały się złote liście dębu przeplatane błękitną wstęga Orderu św. Andrzeja Apostoła Pierwszego Powołania. W tej formie został on ustanowiony 5 lipca 1878 r. i obowiązywał aż do przewrotu bolszewickiego, gdy wyszedł z użycia. Po 1917 r. używano różnego rodzaju symboliki związanej z komunizmem i władzą sowiecką.
Po rozpadzie Związku Radzieckiego i przemianach w Rosji pojawiło się zapotrzebowanie na ustanowienie herbu obwodu uljanowskiego. W 1996 r. ogłoszono konkurs na projekt herbu i jeszcze tego samego roku, 21 listopada, obwodowe zgromadzenie prawodawcze ustanowiło herb nowy herb obwodu (zarządzenie nr. 14/139). Było to wyobrażenie srebrnej kolumny (bez korony), otoczonej złotymi liśćmi dębu, przeplatanymi czerwoną wstęgą Orderu św. Aleksandra Newskiego. Całość wieńczy wyobrażenie mewy na tle koła zębatego i wstęgi Orderu św. Andrzeja Apostoła Pierwszego Powołania. Symbolika herbu była oficjalnie taka sama jak jego obecnej wersji. Wersja ta nie zyskała aprobaty znawców heraldyki, a także Państwowego heraldycznego rejestru Federacji Rosyjskiej. Głównymi zastrzeżeniami było m.in. umieszczenie koła zębatego i mewy nad tarczą, w roli korony herbowej. Kontrowersyjne było też użycie wstęgi orderowej św. Aleksandra Newskiego, który w rosyjskiej tradycji heraldycznej był używany przy herbach obwodów, a nie w herbach guberni lub obwodów. Krytykowano także usunięcie tradycyjnej korony z kolumny. W 2002 r. administracja obwodu uljanowskiego powołała specjalną komisję, która biorąc pod opinie krytykę ekspertów, miała zająć się opracowaniem nowego herbu – tym razem zgodnego z zasadami heraldyki. 13 stycznia 2003 nowy projekt spotkał się z uznaniem ekspertów z Państwowego rejestru heraldycznego. Natomiast 26 lutego 2004 r. został zmieniony przez władze obwodowe. 26 grudnia 2013 przyjęto wersję ostateczną.
Herb obwodu uljanowskiego reguluje ustawa obwodowego zgromadzenia prawodawczego z 26 grudnia 2013 r. (nr. 010-ЗО). Na podstawie tej ustawy administracja obwodu uljanowskiego dysponuje wyłącznym prawami do herbu. Herb obwodowy ma być umieszczany: na fasadach budynkach administracyjnych obwodu uljanowskiego, zarówno egzekutywy jak i legislatywy. Powinien się on także znajdować w siedzibach: najwyższych władz obwodowych, sądów oraz samorządu lokalnego. W celach komercyjnych dopuszczone jest jego użycie tylko za zgodą odpowiednich władz. Herb może być także używany w formie prostej, bez heraldycznych trzymaczy.